# 重羽紫菀属
重羽紫菀属（学名：Iteroloba）为菊科的一个属。其模式种基名为重羽紫菀（Aster bipinnatisectus Ludlow ex Grierson）。

## 下属物种
本属包括以下物种：
- 重羽紫菀 Iteroloba bipinnatisecta (Ludlow ex Grierson) G.L.Nesom, 2020